# Limbodessus usitatus
Limbodessus usitatus är en skalbaggsart som beskrevs av Watts och William F. Humphreys 2006. Limbodessus usitatus ingår i släktet Limbodessus och familjen dykare. Inga underarter finns listade i Catalogue of Life.